# جان توماس (ورزشکار)
جان توماس (انگلیسی: John Thomas؛ ۳ مارس ۱۹۴۱ – January 15, 2013 (aged 71)) ورزشکار دو و میدانی اهل ایالات متحده آمریکا بود.